# Tadeusz Michejda
Tadeusz Michejda (* 26. September 1879 in Nawsi, Österreich-Ungarn; † 18. April 1956 in Warschau, Polen) war ein polnischer Arzt und Politiker.

## Leben
Tadeusz Michejda war der Sohn von Franciszek Michejda, einem lutherischen Pastor; sein Onkel war Jan Michejda. Er besuchte das Staatliche Gymnasium in Teschen, schloss die Schule mit der Mittleren Reife ab und studierte Medizin an den Universitäten in Krakau und Wien. Nach der Promotion arbeitete er in Wien und wurde dann Ortsarzt in Obersuchau.
Nach dem Ersten Weltkrieg wurde er Mitglied des Nationalrats im Herzogtum Teschen und arbeitete an der Vorbereitung eines Referendums. Das Herzogtum Teschen wurde zwischen Polen und der Tschechoslowakischen Republik zweigeteilt. Michejda blieb erst in der Tschechoslowakischen Republik, ging dann aber nach Polen, wo er lange Zeit in verschiedenen Orten als Arzt arbeitete. Er starb in Warschau und wurde in Krakau begraben.

## Politische Karriere
Tadeusz Michejda war von 1930 bis 1935 Senator der Nationalen Arbeiterpartei Narodowa Partia Robotnicza. Nach dem Zweiten Weltkrieg war er von 1947 bis 1951 Abgeordneter im Parlament und bekleidete im gleichen Zeitraum den Posten des Gesundheitsministers sowie von 1951 bis 1952 einen Ministerposten ohne Ressort. 1946 bis 1950 war er Vorsitzender der zur Blockpartei gleichgeschalteten Stronnictwo Pracy.
Neben seiner Parteipolitischen und Parlamentarischen Arbeit war er Vizepräsident des Roten Kreuzes.